# Daring Club de Bruxelles
Daring Club de Bruxelles – belgijski klub piłkarski, mający siedzibę w mieście Bruksela, w stolicy kraju.

## Historia
Chronologia nazw:
- 1895: Daring FC
- 1897: Daring Club de Bruxelles
- 1900: Daring Bruxelles FC - po fuzji z Bruxelles Football Club
- 1902: Daring Club de Bruxelles - po fuzji z Sporting Molenbeek i Skill FC de Bruxelles
- 1903: fuzja z US Bruxelles
- 1920: Daring Club de Bruxelles Société Royale
- 1950: Royal Daring Club de Bruxelles
- 1970: Royal Daring Club de Molenbeek
- 1973: klub rozwiązano - po fuzji z R. Racing White tworząc Racing White Daring de Molenbeek

Piłkarski klub Daring został założony w gminie Koekelberg stolicy Bruksela 2 maja 1895 roku przez grupę studentów. Dwa lata później zmienił nazwę na Daring Club de Bruxelles i dołączył do Belgijskiego Związku Piłki Nożnej, zwanym wtedy jako Union belge des sociétés de sports athlétiques (UBSSA). W sezonie 1897/98 zespół startował w drugiej dywizji, gdzie w tamtym czasie występowały zespoły rezerwowe i początkujące kluby. W 1900 roku klub połączył się z Bruxelles FC, po czym zmienił nazwę na Daring Bruxelles FC. W 1902 roku klub przyjmuje nazwę Daring Club de Bruxelles, po przyłączeniu dwóch innych klubami Brukseli Sporting Molenbeek i Skill FC de Bruxelles. W następnym roku klub połączył się z US Bruxelles. W sezonie 1902/03 zwyciężył najpierw w Serie B Brabant Division 2, a potem w finale ligi wygrał z Olympią Bruksela i otrzymał promocję do Division d'Honneur. 
W sezonie 1903/04 zespół debiutował w najwyższej klasie rozgrywek, zajmując trzecie miejscu wśród 5 drużyn. Klub szybko stał się głównym konkurentem dla Union Saint-Gilloise w stolicy, swój pierwszy tytuł mistrzowski klub zdobył w 1912 roku, a następny - dwa lata później.
Po przerwie związanej z I wojną światową, 20 lipca 1920 klub został uznany przez "Société Royale" w związku z czym przemianowany na Daring Club de Bruxelles Société Royale. Swój trzeci tytuł mistrzowski zdobył w 1921 roku, następnie kilka sezonów były nieudane, a w 1928 roku nawet musiał walczyć w barażach o utrzymanie w elitarnej dywizji. W grudniu 1926 roku w belgijskiej piłce nożnej powstał rejestr matriculaire, czyli rejestr klubów zgodnie ich dat założenia. Racing otrzymał nr rejestracyjny matricule 2. W latach 30. XX wieku zespół plasował się w czołówce klasyfikacji ligowej, a 10 lutego 1935 w spotkaniu z Unionem Saint-Gilloise ustanowił rekord klubu - 60 meczów z rzędu bez porażek. W 1936 i 1937 klub ponownie zdobył mistrzostwo kraju, ale te tytuły były ostatnimi w historii klubu. Po udanym sezonie, w którym został wicemistrzem, w następnym sezonie 1938/39 zajął przedostatnie 13.miejsce i spadł do Division 1. Ponadto, po zarzutach korupcyjnych przez graczy Unionu, zespół został ukarany przez degradację do Promotion. Po zakończeniu II wojny światowej sankcję wobec klubu zostały zniesione, ponieważ Union Saint-Gilloise nie był w stanie kontynuować występy w pierwszej lidze i jego miejsce w 1950 zajął Royal Daring Club de Bruxelles.
Klub startował w elitarnej dywizji w 1950 roku, aż w 1954 roku spadł ponownie do Division 2 (w 1952 nastąpiła zmiana nazw lig, najwyższa klasa nazywała się Division 1, druga - Division 2, itd.) Natychmiast zespół zwyciężył w drugiej dywizji i wrócił do Division 1, tym razem na okres trzech lat. Po roku nieobecności, w 1959 wrócił do najwyższej klasy rozgrywkowej. Potem klub już nie był w stanie odzyskać dawną pozycję, najlepszy wynik w tamtym okresie to piąte miejsce w klasyfikacji krajowej. W 1966 i 1969 roku klub bierze udział w rozgrywkach Pucharu Miast Targowych. W sezonie 1968/69 zajął ostatnie 16.miejsce w Division 1 i spadł do Division 2. Pomimo degradacji klub w 1970 roku dotarł do finału Pucharu Belgii, gdzie został zmiażdżony (1:6) przez FC Brugeois. 
W lipcu 1970 roku zmienił nazwę na Royal Daring Club de Molenbeek. Po trzech sezonach występów w drugiej dywizji, z powodu problemów finansowych zrezygnował z dalszych występów i zawiesił członkostwo w federacji. 
W następstwie tego pierwszoligowy klub Royal Racing White (numer rejestracyjny 47), zdecydował się opuścić niezbyt często "odwiedzany" Stade Fallon w gminie Woluwe-Saint-Lambert i przenieść do gminy Molenbeek na stadion Stade Oscar Bossaert. W 1973 fuzja obu klubów została zarejestrowana, numer seryjny 47 pozostał dla klubu Racing White Daring de Molenbeek. Również stadion został przemianowany na Stade Edmond Machtens.

## Sukcesy

### Trofea międzynarodowe
| \| \| Zdobyte trofea w rozgrywkach międzynarodowych (stan na: 31-03-2017) \| |                                                                     |      |                  |
| Rozgrywki                                                                    | Osiągnięcie                                                         | Razy | Sezon(y)         |
| · Liga Mistrzów · (Puchar Europy)                                            | zdobywca                                                            | 0    |                  |
| · Liga Mistrzów · (Puchar Europy)                                            | finalista                                                           | 0    |                  |
| · Liga Europy · (Puchar UEFA)                                                | zdobywca                                                            | 0    |                  |
| · Liga Europy · (Puchar UEFA)                                                | finalista                                                           | 0    |                  |
| · Liga Europy · (Puchar UEFA)                                                | 1 runda (1/32)                                                      | 2    | 1965/66, 1968/69 |
| · Puchar Zdobywców                                                           | zdobywca                                                            | 0    |                  |
| · Puchar Zdobywców                                                           | finalista                                                           | 0    |                  |
| FIFA                                                                         | Zdobyte trofea w rozgrywkach międzynarodowych (stan na: 31-03-2017) |      |                  |

### Trofea krajowe
| \| \| Zdobyte trofea w rozgrywkach Belgii (stan na: 31-03-2017) \| |                                                           |      |                                             |
| Rozgrywki                                                          | Osiągnięcie                                               | Razy | Sezon(y)                                    |
| · Mistrzostwo                                                      | I miejsce                                                 | 5    | 1911/12, 1913/14, 1920/21, 1935/36, 1936/37 |
| · Mistrzostwo                                                      | II miejsce                                                | 4    | 1908/1909, 1912/1913, 1933/1934, 1937/1938  |
| · Mistrzostwo                                                      | III miejsce                                               | 4    | 1910/1911, 1919/1920, 1925/1926, 1934/1935  |
| · Puchar                                                           | zdobywca                                                  | 1    | 1934/35                                     |
| · Puchar                                                           | finalista                                                 | 1    | 1969/70                                     |
| · II liga                                                          | I miejsce                                                 | 3    | 1949/50 (A), 1954/55, 1958/59               |
| · II liga                                                          | II miejsce                                                | 0    |                                             |
| · II liga                                                          | III miejsce                                               | 2    | 1942/43 (B), 1969/70                        |
| Belgia                                                             | Zdobyte trofea w rozgrywkach Belgii (stan na: 31-03-2017) |      |                                             |

## Europejskie puchary
Legenda do wszystkich tabel:
- Q – runda eliminacyjna, 1/16, 1/8, 1/4, 1/2 – odpowiednia faza rozgrywek, Grupa – runda grupowa, 1r gr – pierwsza runda grupowa, 2r gr – druga runda grupowa, F – finał, R – runda, PO – play-off
- k. – rzuty karne, los. – losowanie, Dogr. – dogrywka, w. – zasada bramek strzelonych na wyjeździe

| Sezon   | Rozgrywki              | Runda | Przeciwnik    | Dom | Wyjazd | Ogólnie |
| ------- | ---------------------- | ----- | ------------- | --- | ------ | ------- |
| 1965/66 | Puchar Miast Targowych | 1R    | AIK Fotboll   | 1–3 | 0–0    | 1–3     |
| 1968/69 | Puchar Miast Targowych | 1R    | Panathinaikos | 2–1 | 0–2    | 2–3     |

## Stadion
Klub rozgrywał swoje mecze domowe na stadionie Stade Oscar Bossaert w Brukseli, który może pomieścić 15 000 widzów. Najpierw grał na boisku w gminie Koekelberg (teren obecnej Bazyliki), w 1899 przed planowanym rozpoczęciem budowy Bazyliki, był zmuszony do przejścia na boisko obok Chaussée de Jette, dawnego stadionu Bruxelles FC. W 1919 w związku ze wzrostem ilości kibiców klub przenosi się na stadion Parc du Meir, położony w gminie Anderlecht, a w 1920 na nowo wybudowany własny stadion Stade du Daring (później zmienił nazwę na Stade Oscar Bossaert) w gminie Molenbeek.